# Oraàs
Oraàs település Franciaországban, Pyrénées-Atlantiques megyében. Lakosainak száma 187 fő (2022. január 1.). Oraàs Abitain, Athos-Aspis, Castagnède, Escos, Salies-de-Béarn és Sauveterre-de-Béarn községekkel határos.

## Népesség
A település népességének változása:
| Lakosok száma | 173  | 173  | 177  | 176  | 179  | 182  | 184  | 185  | 187  |
|               | 2013 | 2015 | 2016 | 2017 | 2018 | 2019 | 2020 | 2021 | 2022 |